# Казеле Лурани
Казѐле Лура̀ни (на италиански: Caselle Lurani, на западноломбардски: le Casele, ле Казеле) е малко градче и община в Северна Италия, провинция Лоди, регион Ломбардия. Разположено е на 80 m надморска височина. Населението на общината е 3086 души (към 2012 г.).